# 1월 2일
1월 2일은 그레고리력으로 2번째 날에 해당한다. 스코틀랜드의 설날이다.

## 사건
- 366년 - 알레마니족이 얼어붙은 라인강을 건너서 로마 제국을 침략하다.
- 533년 - 메르쿠리우스(Mercurius)가 요한으로 개명하면서 교황 요한 2세가 되다. 교황의 지위에 오르면서 새로운 이름을 얻는 최초의 교황이 되다.
- 1492년 - 레콩키스타: 무어인의 최후 거점인 그라나다 토후국이 항복함으로써 스페인이 통일되다.
- 1788년 - 조지아주가 미국의 4번째 주가 되었다.
- 1905년 - 일본이 러시아와 접전을 벌인 끝에 뤼순(旅順)을 점령했다.
- 1929년 - 미국과 캐나다가 나이아가라 폭포 보호 협정을 조인하다.
- 1942년 - 제2차 세계 대전 : 일본군이 필리핀의 수도 마닐라를 점령하다.
- 2008년 - 뉴욕상업거래소의 2월 인도분 서부 텍사스 중질유 가격 거래 도중 사상 처음으로 유가가 1 배럴당 100 달러를 돌파하였다.
- 2013년 - 제주특별자치도 서귀포시 성산읍 동쪽 39 km 해역에서 규모 2.4 지진이 발생하다.
- 2014년 - 일본 지바현 동쪽 앞바다에서 규모 5.1의 지진이 발생하였다.
- 2015년 - 영국 블루아일랜즈 항공 소속 여객기가 엔진에서 화재가 발생해 런던 사우스엔드 공항에 비상 착륙하였다. 승객 28명은 전원 무사하였다.
- 2015년 - 보코하람이 나이지리아 바가의 주민들을 학살하였다.(2015년 바가 학살)
- 2016년
  - 중국 헤이룽장성에서 규모 6.4의 지진이 발생하였다.
  - 사우디아라비아에서 시아파 지도자인 님르 바크르 알님르를 비롯한 47명의 사형수가 처형되었다.
- 2024년 - 이재명 더불어민주당 대표가 부산에서 괴한의 피격을 받고 병원으로 이송되었다.

## 문화
- 1959년 - 소련 최초의 달 탐사선 루나 1호가 발사되다.
- 1978년 - 노이바이 국제공항 개항.
- 1984년 - 프랑스의 방송국 TV5Monde 개국.
- 2001년 - 중화인민공화국과 중화민국을 잇는 직항로가 52년 만에 개설되다.
- 2004년 - 미국 항공우주국의 스타더스트(Stardust) 우주선이 와일드 2(Wild 2) 혜성을 접근 통과, 샘플을 수집하고 성공적으로 지구로 귀환하다.
- 2006년 - 대한민국에서 5,000원권 신권이 발행되다.
- 2018년 - 신기한나라TV 개국.

## 탄생
- 876년 - 독일의 왕 하인리히 1세. (~936년)
- 1507년 - 몽골 투메드부의 지도자 알탄 칸. (~1582년)
- 1693년 - 조선 제21대 국왕 영조의 정비(正妃) 정성왕후. (~1757년)
- 1699년 - 오스만 제국의 술탄이자 황제 오스만 3세. (~1757년)
- 1727년 - 영국 육군의 군인 제임스 울프. (~1759년)
- 1819년 - 영국의 소설가 조지 엘리엇. (~1880년)
- 1820년 - 그리스의 정치인 테오도로스 딜리얀니스. (~1905년)
- 1822년 - 독일의 물리학자 루돌프 클라우지우스. (~1888년)
- 1835년 - 독일의 해부학자, 동물학자 카를 프리드리히 빌헬름 클라우스. (~1899년)
- 1837년 - 러시아의 작곡가 밀리 발라키레프. (~1910년)
- 1884년 - 미국의 영화 감독 및 영화 작가 오스카 미쇼. (~1951년)
- 1896년 - 소비에트 연방의 영화 감독 지가 베르토프. (~1954년)
- 1900년 - 대한민국의 정치인, 화가, 의원 서동진. (~1969년)
- 1903년 - 일본의 슈퍼센티네리언 다나카 가네. (~2022년)
- 1909년 - 미국의 정치인 배리 골드워터. (~1998년)
- 1917년
  - 대한민국의 축구 선수, 축구 감독 정국진. (~1976년)
  - 조선민주주의인민공화국의 예술가 김원균. (~2002년)
- 1918년 - 대한민국의 정치인 민병권. (~1992년)
- 1920년
  - 일본의 축구 선수 가토 노부유키.
  - 미국의 소설가 아이작 아시모프. (~1992년)
- 1921년 - 대한민국의 정치인 김봉환. (~2020년)
- 1928년 - 일본의 작가, 종교학자, 평화운동가 이케다 다이사쿠. (~2023년)
- 1931년 - 일본의 정치가, 총리 대신 가이후 도시키. (~2022년)
- 1933년 - 일본의 소설가 모리무라 세이이치. (~2023년)
- 1936년 - 대한민국의 배우 김성원. (~2022년)
- 1938년
  - 대한민국의 전 국무총리 고건.
  - 미국의 컴퓨터 과학자 린 콘웨이. (~2024년)
- 1940년 - 대한민국의 정치인 김진억.
- 1943년
  - 대한민국의 기업 출신 정치인 김원길. (~2021년)
  - 튀르키예의 배우 필리즈 아큰. (~2025년)
- 1944년
  - 대한민국의 성우 김정경.
  - 헝가리의 작곡가, 지휘자 외트뵈시 페테르. (~2024년)
- 1946년 - 일본의 배우 이부키 고로.
- 1949년 - 대한민국의 의사 김성권.
- 1950년 - 미국의 클라리넷 연주가 데이비드 시프린.
- 1951년 - 대한민국의 가수 김추자.
- 1952년 - 홍콩의 영화배우 오맹달. (~2021년)
- 1959년 - 대한민국의 정치인 박철환.
- 1960년
  - 대한민국의 야구인 오대석.
  - 일본의 만화가 우라사와 나오키.
  - 일본의 유도인 호소카와 신지.
- 1961년 - 미국의 영화감독 토드 헤인스.
- 1962년 - 대한민국의 전 육상 선수 장재근.
- 1963년 - 미국의 전 야구 선수 데이비드 콘.
- 1967년 - 프랑스의 축구 선수 바질 볼리.
- 1968년
  - 일본의 게임 제작자 스다 고이치.
  - 미국의 배우 쿠바 구딩 주니어.
- 1969년 - 미국의 모델 크리스티 털링턴.
- 1971년
  - 대한민국의 전 야구 선수, 현 야구 코치 서용빈.
  - 대한민국의 희극인 염경환.
  - 일본의 배우 다케노우치 유타카.
  - 대한민국의 성우 임미진.
  - 대한민국의 성우 이상훈.
- 1973년 - 대한민국의 성우 이주연.
- 1974년 - 대한민국의 바둑 기사 윤현석.
- 1975년
  - 대한민국의 배우 정성화.
  - 대한민국의 코치, 전 야구 선수 손민한.
- 1976년 - 스페인의 배우 파스 베가.
- 1977년
  - 대한민국의 PD 신경수.
  - 대한민국의 소설가, 작가 최민석.
- 1978년
  - 일본의 성우 토요구치 메구미.
  - 대한민국의 배우 윤세아.
- 1980년 - 대한민국의 배우 조선옥.
- 1981년
  - 아르헨티나의 축구 선수 막시 로드리게스.
  - 중화인민공화국의 양궁 선수 장쥐안쥐안.
  - 미국의 프로 야구 선수 라이언 가코.
- 1982년
  - 대한민국의 배우 김지현.
  - 대한민국의 가수 윤희.
- 1983년
  - 일본의 스피드 스케이팅 선수 나카지마 다카하루.
  - 미국의 배우 케이트 보즈워스.
- 1984년
  - 대한민국의 바둑 기사 김남훈.
  - 일본의 언론인, 아나운서 와타나베 사와코.
- 1985년
  - 대한민국의 가수 신현우.
  - 중화인민공화국의 체조 선수 텅하이빈.
- 1986년 - 아르헨티나의 축구 선수 니콜라스 베르톨로.
- 1987년 - 대한민국의 발레 무용수 최선아.
- 1988년
  - 대한민국의 배우 김시후.
  - 대한민국의 야구 선수 김상수.
  - 대한민국의 학원 강사, 프로 겜블러 김유현.
  - 일본의 성우 아케사카 사토미.
  - 덴마크의 축구 선수 나디아 나딤.
- 1989년
  - 대한민국의 전직 스타크래프트 프로게이머 박상우.
  - 대한민국의 야구 선수 이용찬.
  - 대한민국의 미스코리아 출신 아나운서 김남희.
  - 대한민국의 전직 스타크래프트 프로게이머 최연식.
  - 대한민국의 전 야구 선수 이윤재.
- 1990년
  - 대한민국의 가수 윤태화.
  - 대한민국의 트로트 가수 아라지오.
- 1991년
  - 대한민국의 전 가수 유지.
  - 대한민국의 희극인 정진하.
  - 대한민국의 성우 김수영.
- 1992년
  - 스웨덴의 축구 선수 빅토르 클라에손.
  - 대한민국의 야구 선수 강병의.
  - 대한민국의 리그 오브레전드 프로게이머 와치.
  - 아르헨티나의 축구 선수 파울로 가사니가.
- 1993년 - 스웨덴의 축구 선수 욘나 안데르손.
- 1994년
  - 대한민국의 가수 정민 (BF).
  - 대한민국의 아나운서 남현종.
- 1996년
  - 대한민국의 가수, 래퍼 올티.
  - 대한민국의 야구 선수 김재열.
- 1997년
  - 베트남의 태권도 선수 쯔엉티낌뚜옌.
  - 스페인의 축구 선수 카를로스 솔레르.
  - 파키스탄의 육상 선수 아르샤드 나딤.
- 1998년 - 네델란드의 축구 선수 티모티 포쉬멘사.
- 1999년 - 대한민국의 기상캐스터 정희지.
- 2000년
  - 대한민국의 가수 김솔.
  - 대한민국의 가수 예빛.
- 2001년 - 대한민국의 범죄자 최원종.
- 2002년
  - 미국의 배우 제이든 리버허.
  - 대한민국의 기업인 방정식의 아들 방태빈.
- 2003년 - 미국의 배우 사이러스 아널드.
- 2004년 - 대한민국의 가수 유승언. (이븐)
- 2006년 - 대한민국의 배우 신비.

## 사망
- 1904년 - 남북전쟁 남부동맹의 장군 제임스 롱스트리트. (1821년~)
- 1917년 - 프랑스의 사이클 선수 레온 플라멩. (1877년~)
- 1931년 - 조선 말기의 정치인 조민희. (1859년~)
- 1942년 - 대한민국의 독립지사 김경천. (1888년~)
- 1963년
  - 캐나다 출신 미국의 배우 잭 카슨. (1910년~)
  - 미국의 배우 딕 파월. (1904년~)
- 1977년 - 일본의 군인 사토 슌지. (1896년~)
- 1988년 - 일본의 군인 가사하라 유키오. (1889년~)
- 2000년 - 영국의 소설가, 번역가 패트릭 오브라이언. (1914년~)
- 2009년 - 일본의 축구인 히라키 류조. (1931년~)
- 2011년 - 미국의 군인 리처드 윈터스. (1918년~)
- 2014년 - 대한민국의 군인 김재춘. (1927년~)
- 2016년 - 사우디아라비아의 시아파 지도자 님르 바크르 알님르. (1959년~)
- 2017년 - 영국의 비평가, 소설가이자 화가 존 버거. (1926년~)
- 2018년 - 모르몬경의 제16대 회장 토머스 S. 몬슨. (1927년~)
- 2019년 - 대한민국의 군인 김철우. (1937년~)
- 2020년 - 대한민국의 정치인 홍창선. (1944년~)
- 2021년
  - 러시아의 영화배우 블라디미르 코레네프. (1940년~)
  - 독일의 신학자 요한네스 발만. (1932년~)
  - 대한민국의 아나운서, 리얼미터 미래전략연구소 이사 김주영. (1986년~)
- 2022년
  - 대한민국의 정치인 이승율. (1952년~)
  - 케냐의 고인류학자 리처드 리키. (1944년~)
- 2023년
  - 일본의 배우 노이리 토시키. (1989년~)
  - 미국의 스턴트 배우 켄 블록. (1967년~)
- 2025년
  - 대한민국의 기업인 이경찬. (1970년~)
  - 미국의 군인 제임스 R. 호그. (1934년~)
  - 스페인의 정치인 프란세스크 안티크. (1958년~)
  - 헝가리의 체조선수 켈레티 아그네시. (1921년~)

## 기념일
- 카니발 데이: 세인트키츠 네비스
- 조상의 날(Ancestry Day): 아이티
- 설날(New Year Holiday): 스코틀랜드

## 같이 보기
- 전날: 1월 1일 다음날: 1월 3일 - 전달: 12월 2일 다음달: 2월 2일
- 음력: 1월 2일
- 모두 보기